# Goldenberg (Remscheid)
Goldenberg ist ein statistischer Stadtteil des Stadtbezirkes Lüttringhausen und ein Ortsteil von Remscheid. Die Ortschaft liegt an der Landstraße zwischen Clarenbach und der Evangelischen Stiftung Tannenhof und zählt auf 68 ha Fläche etwa 1131 Einwohner (2006).

## Geschichte
Erstmals urkundlich erwähnt findet man 1365 den „Goldenberg“ in der heutigen Schreibweise, 1513 den „Guldenberg“ und in späteren Jahren ab 1547 Goldenbach, Goldenberch und Goldenbergh. Hier führte einst die „Kohlenstraße“ entlang. Der Goldenberg war Wohnplatz vermögender Hammerwerksbesitzer, die am Fuße des Goldenbergs „auf dem Goldenberger Grund“ sowohl im Leyerbach- als auch im Diepmannsbachtal ihre Betriebe hatten.
Goldenberg verfügte bis in die 1950er Jahre über eine funktionierende Infrastruktur mit einer Reihe von Einzelhandelsgeschäften, Gaststätten, Bäckern, Friseuren, Schuhmachern und anderen Handwerkern. Daneben ist eine ganze Reihe von damals existierenden Bauernhöfen zu nennen. Ferner gab es eine eigene Sterbekasse und den Männergesangverein Goldenberg.
Die frühere Freiwillige Feuerwehr Goldenberg ist im Jahr 2003 zusammen mit den Wehren Grund und Haddenbach zur Löscheinheit Nord an der Haddenbacher Straße zusammengeschlossen worden.

## Verschiedenes
1779 wurden in Goldenberg an einer Winkelschule zwei Schüler unterrichtet. Das seit 1854 immer noch für schulische Zwecke genutzte Gebäude, derzeit als Teil der Grundschule Goldenberg, ist eines der älteren Schulgebäude in Remscheid. Im Jahre 2013 wurden auf dem Gelände zwei zusätzliche Schulmodule (Pavillons) und 2014 ein weiterer errichtet, weil durch die Unterrichtung nach der Montessori-Methode viele Schüler aus dem übrigen Stadtgebiet zum Goldenberg kommen. Anfang November organisiert die Schule ihren eigenen Martinszug, der durch die angrenzende Siedlung bis zur Kirche führt.
Der 1892 gegründete Goldenberger Turnverein, der ursprünglich in einer Gaststätte einen Raum für seine Übungen benutzte, verfügt durch die Westen-Stiftung des vom Goldenberg stammenden Industriellen Adolf Westen über eine vereinseigene Turnhalle an der Remscheider Straße. Gegenüber der Turnhalle wurde eine Straße nach dem Stifter benannt.
1955 erbaute man am Goldenberger Kirchweg die evangelische Kirche, die mit eigenem Pfarrbezirk zur Evangelischen Kirchengemeinde Lüttringhausen gehört. Angegliedert ist der Kindergarten. Neben dem Gebäude gibt es ein geschmiedetes Tor zum Kirchgarten, das die Luther-Rose darstellt. Die Kita wurde im August 2024 geschlossen.

## Galerie

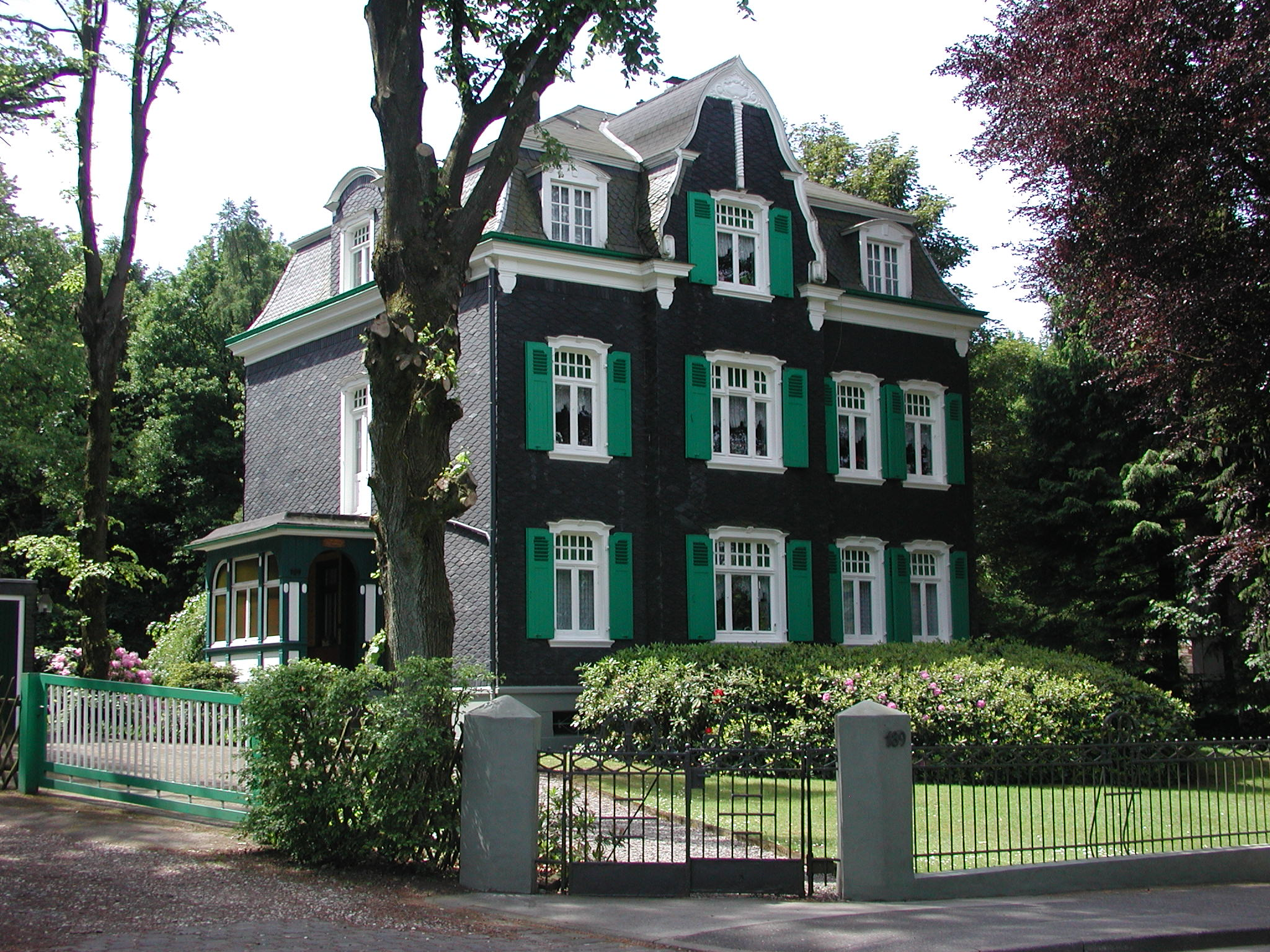
Patrizierhaus in Goldenberg
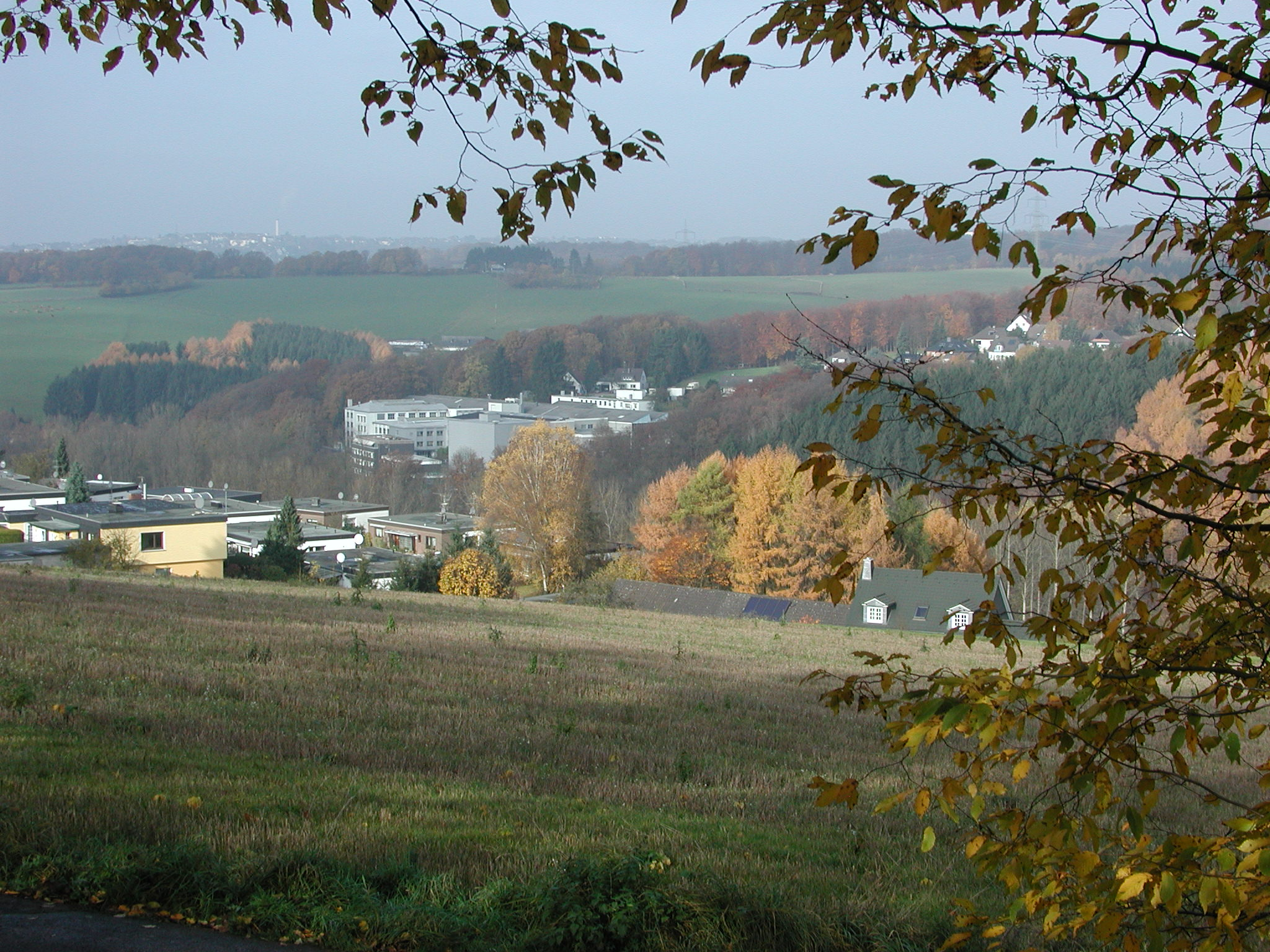
Goldenberg im Herbst
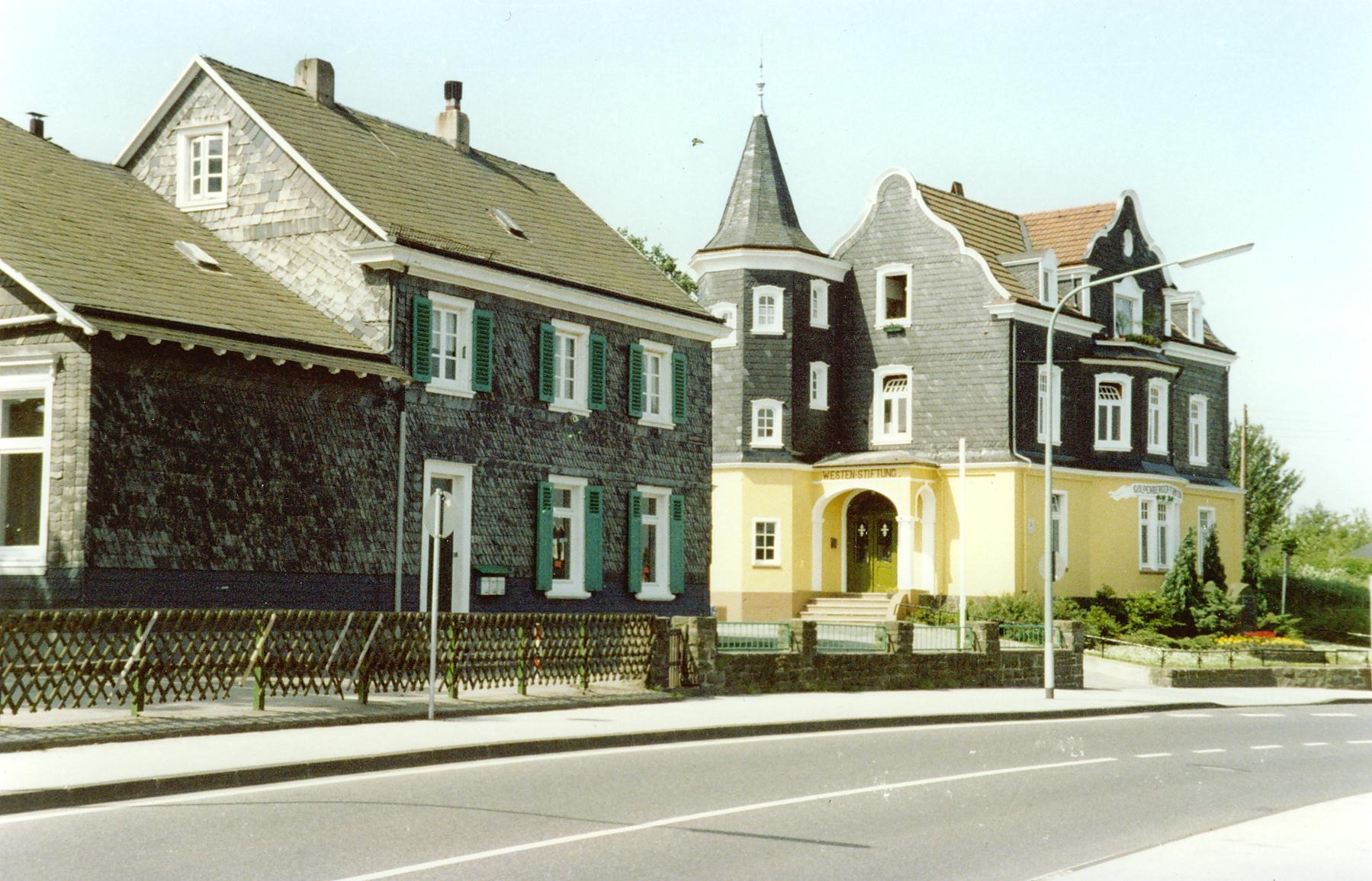
Grundschule und Turnhalle
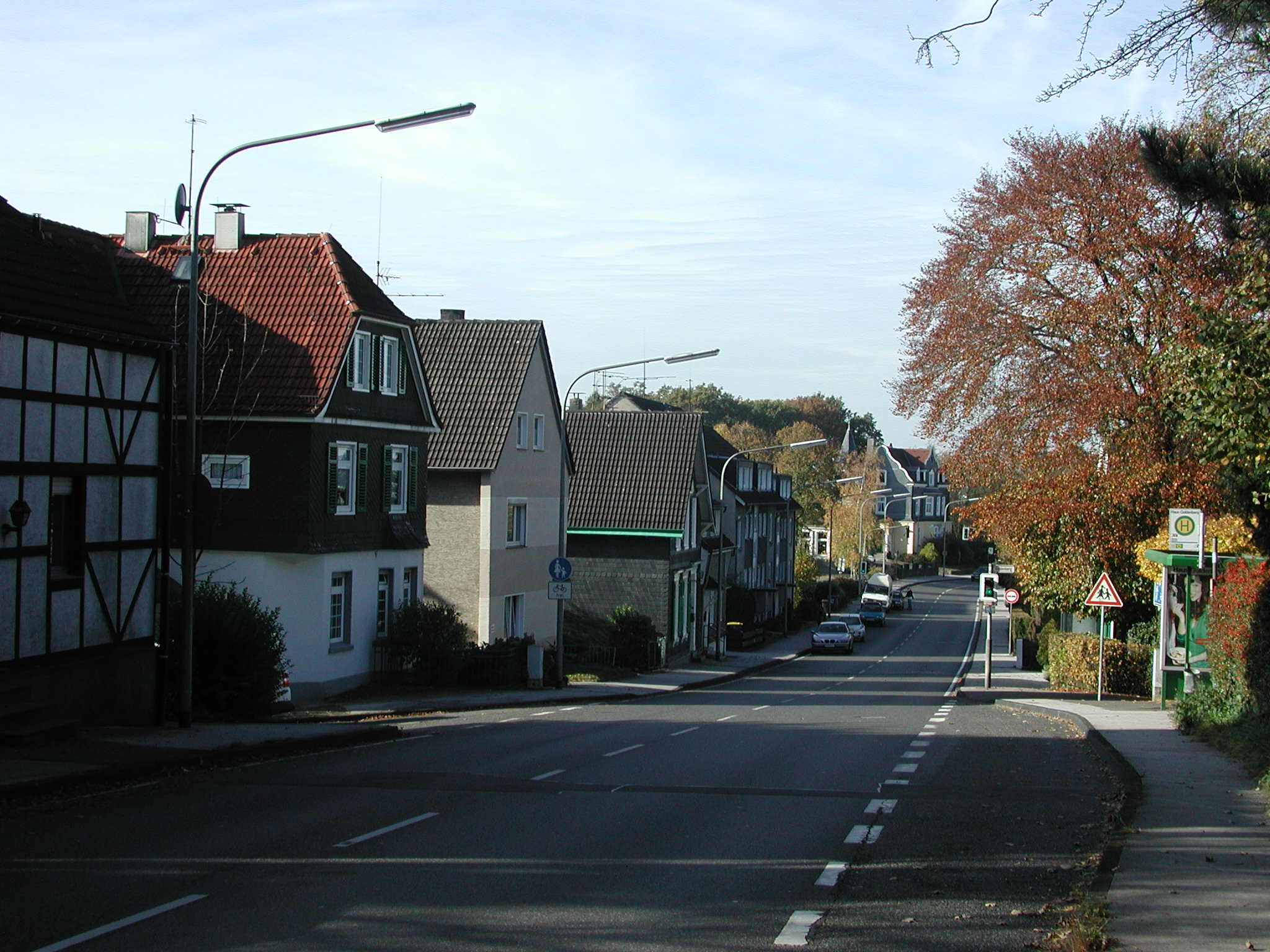
Remscheider Straße auf dem Goldenberg
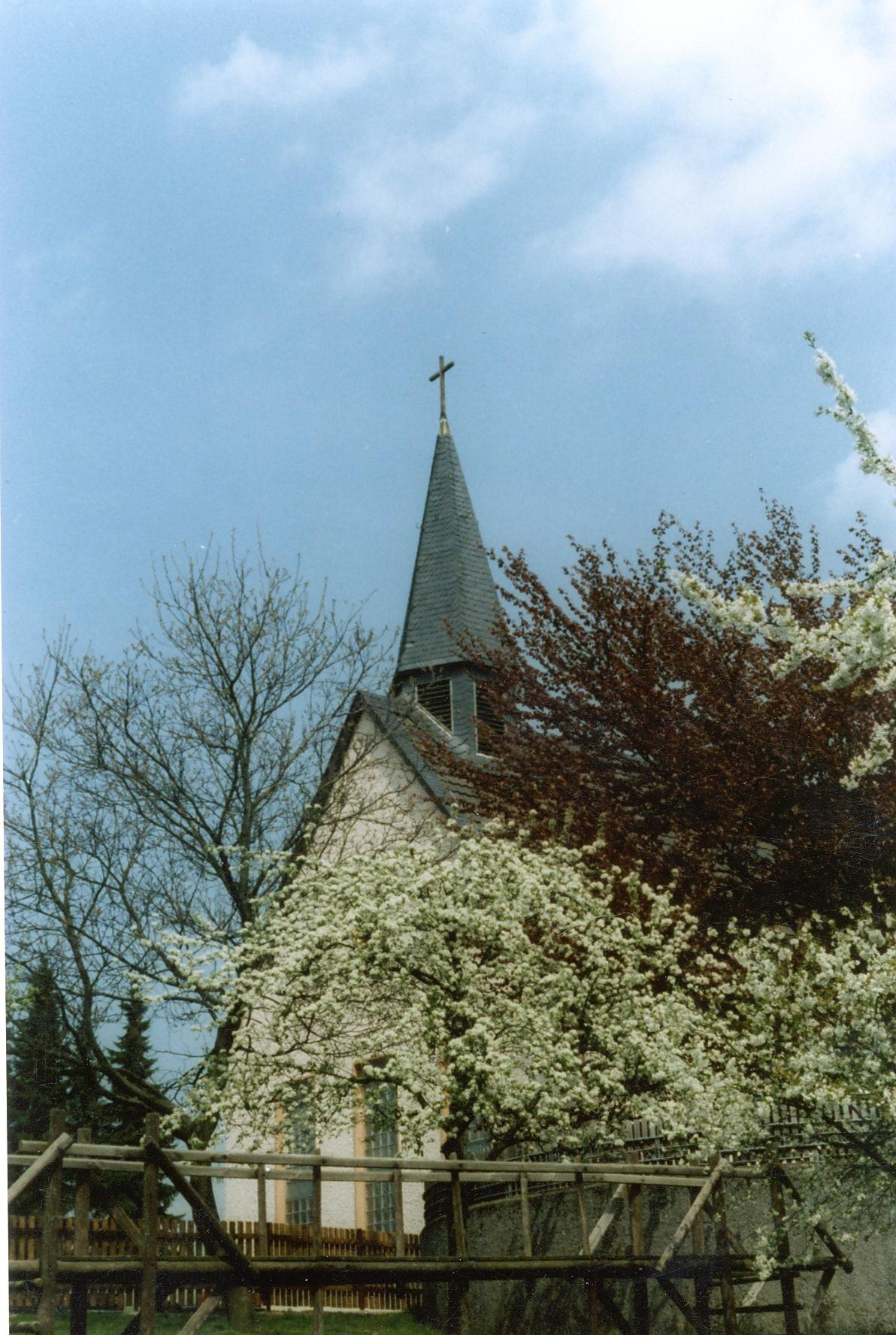
Kirche in Goldenberg im Frühling
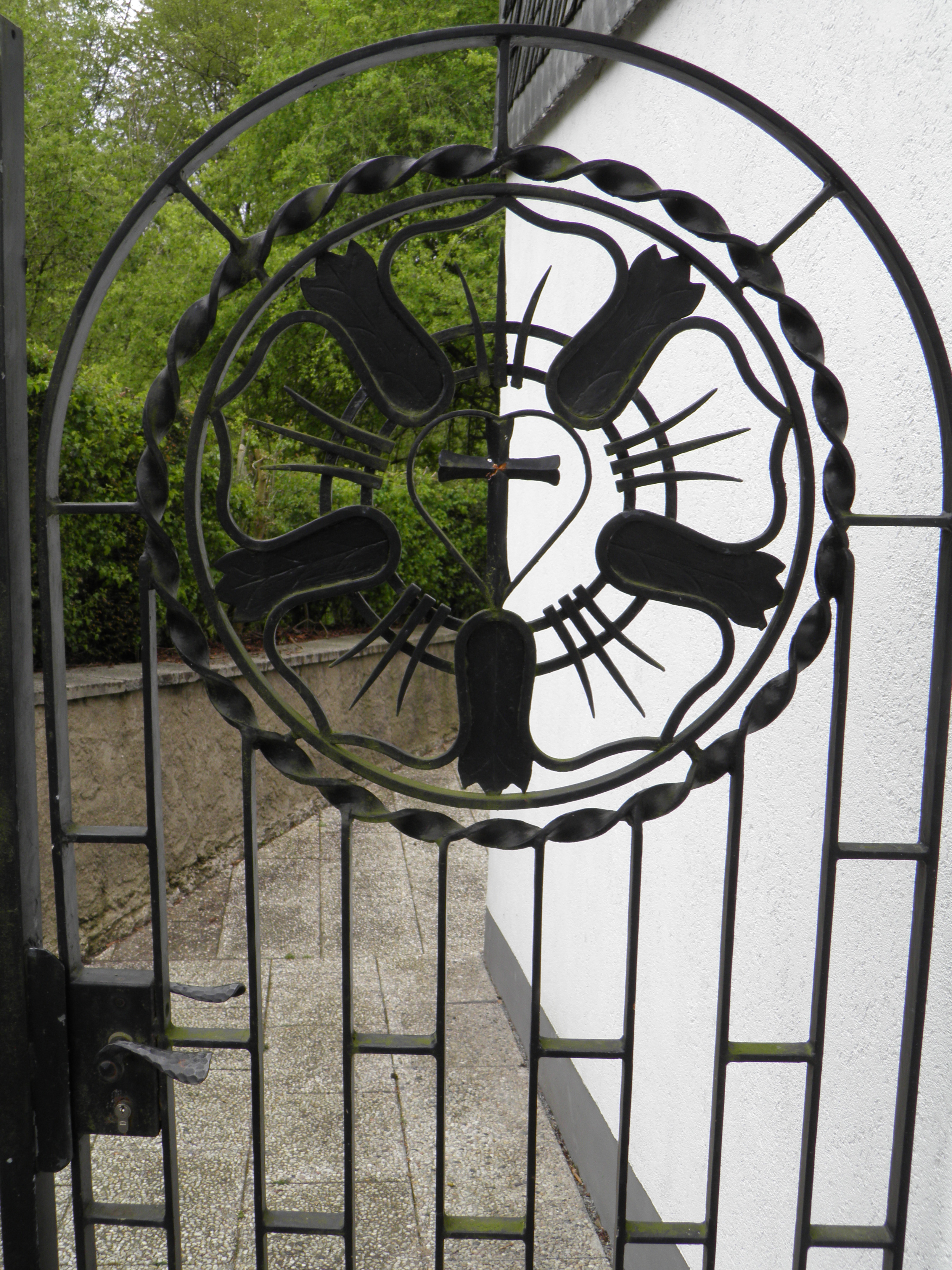
Gartentor zum Kirchgarten Goldenberg mit Luther-Rose
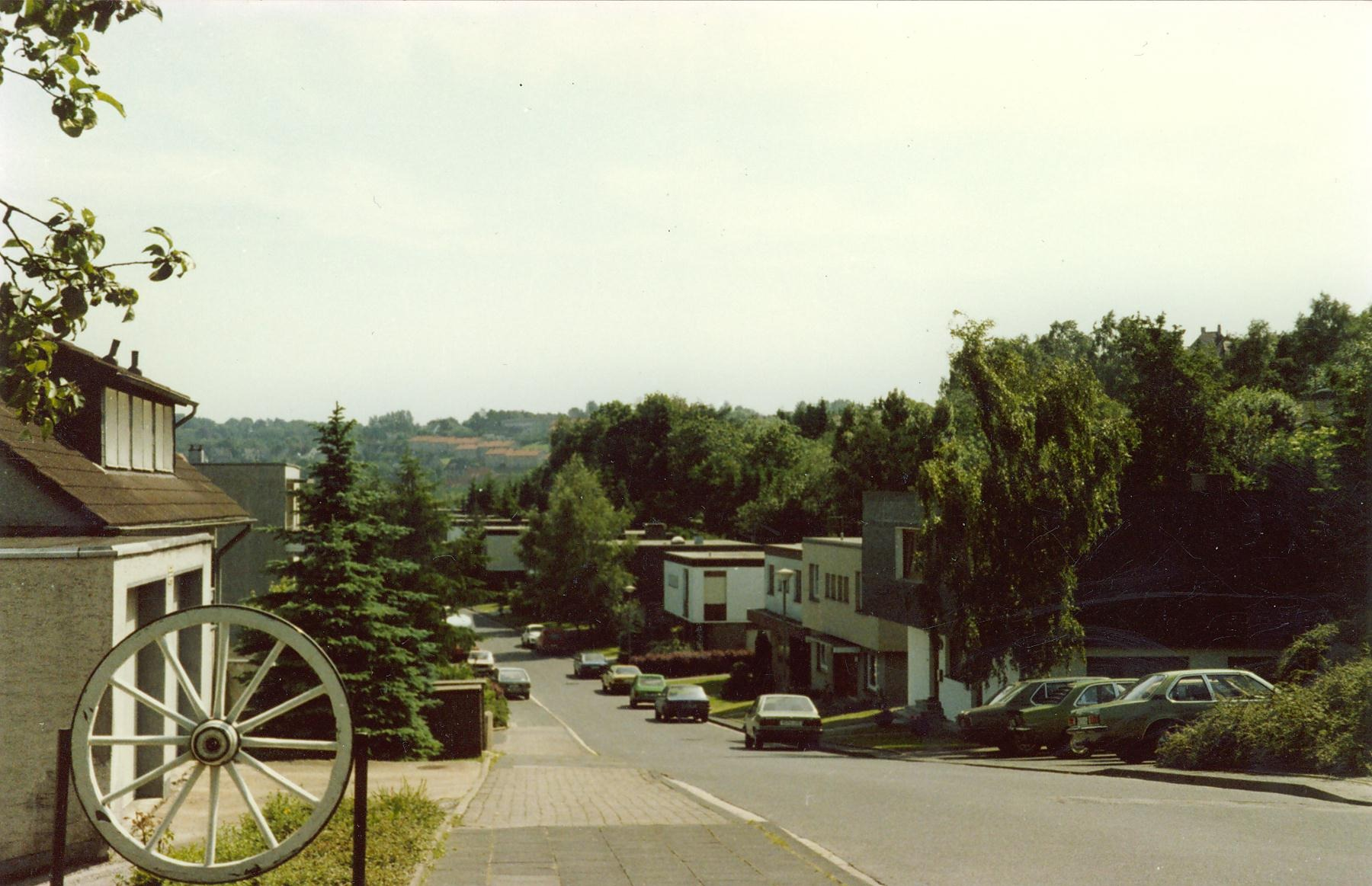
Adolf-Westen-Straße, Goldenberg
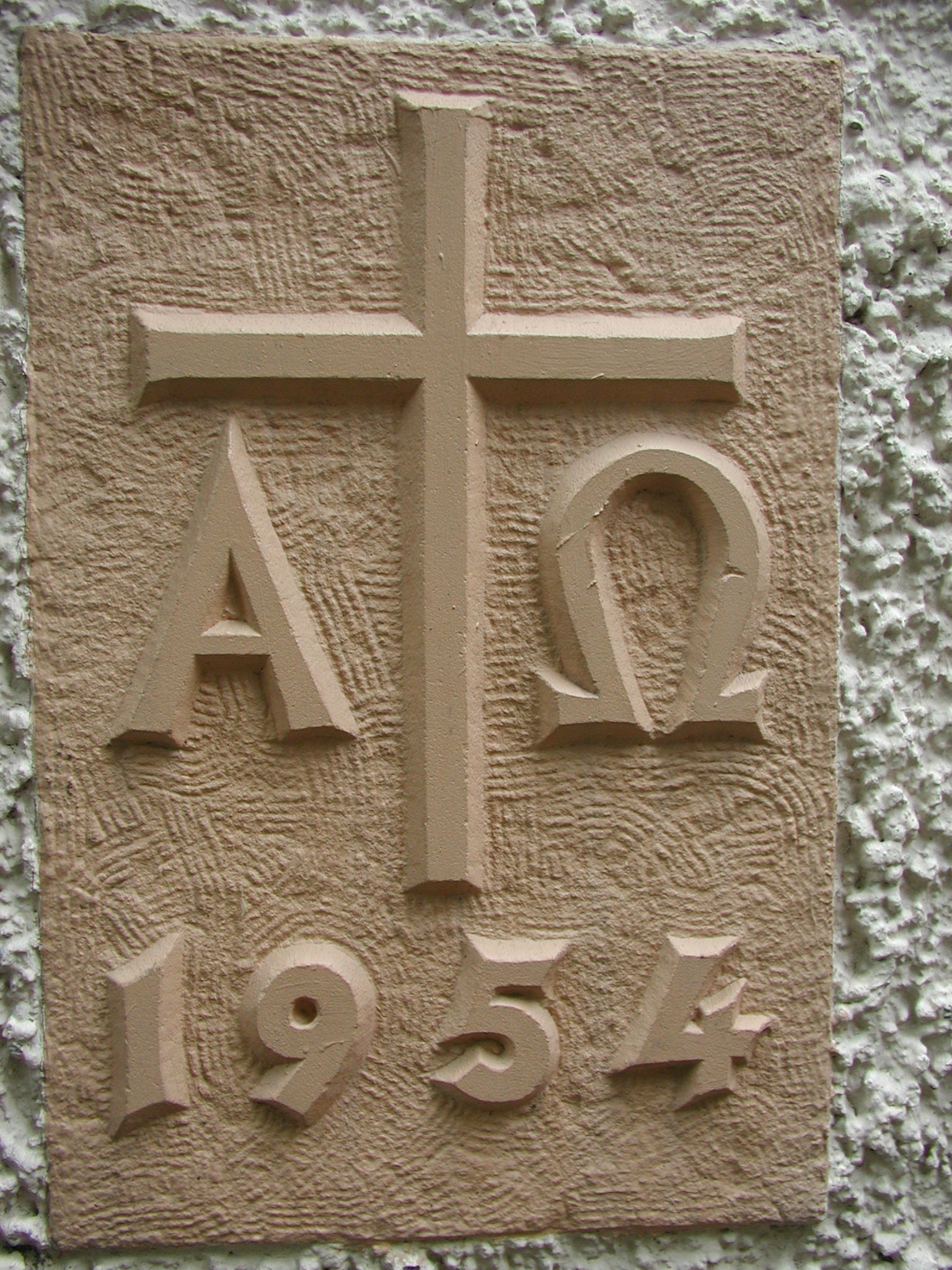
Maueremblem Kirche Goldenberg
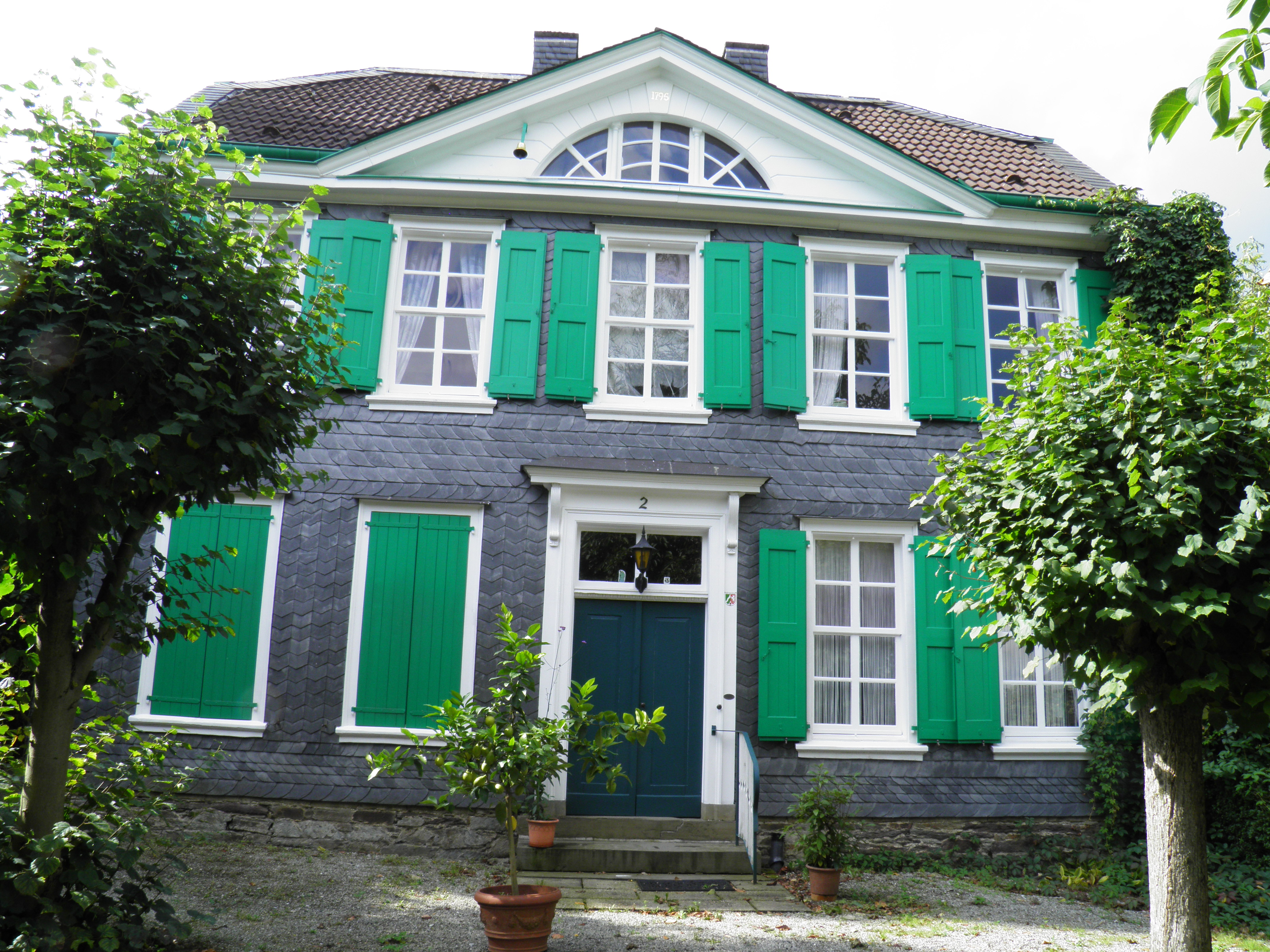
Haus Goldenberger Kirchweg 2, Denkmalschutz
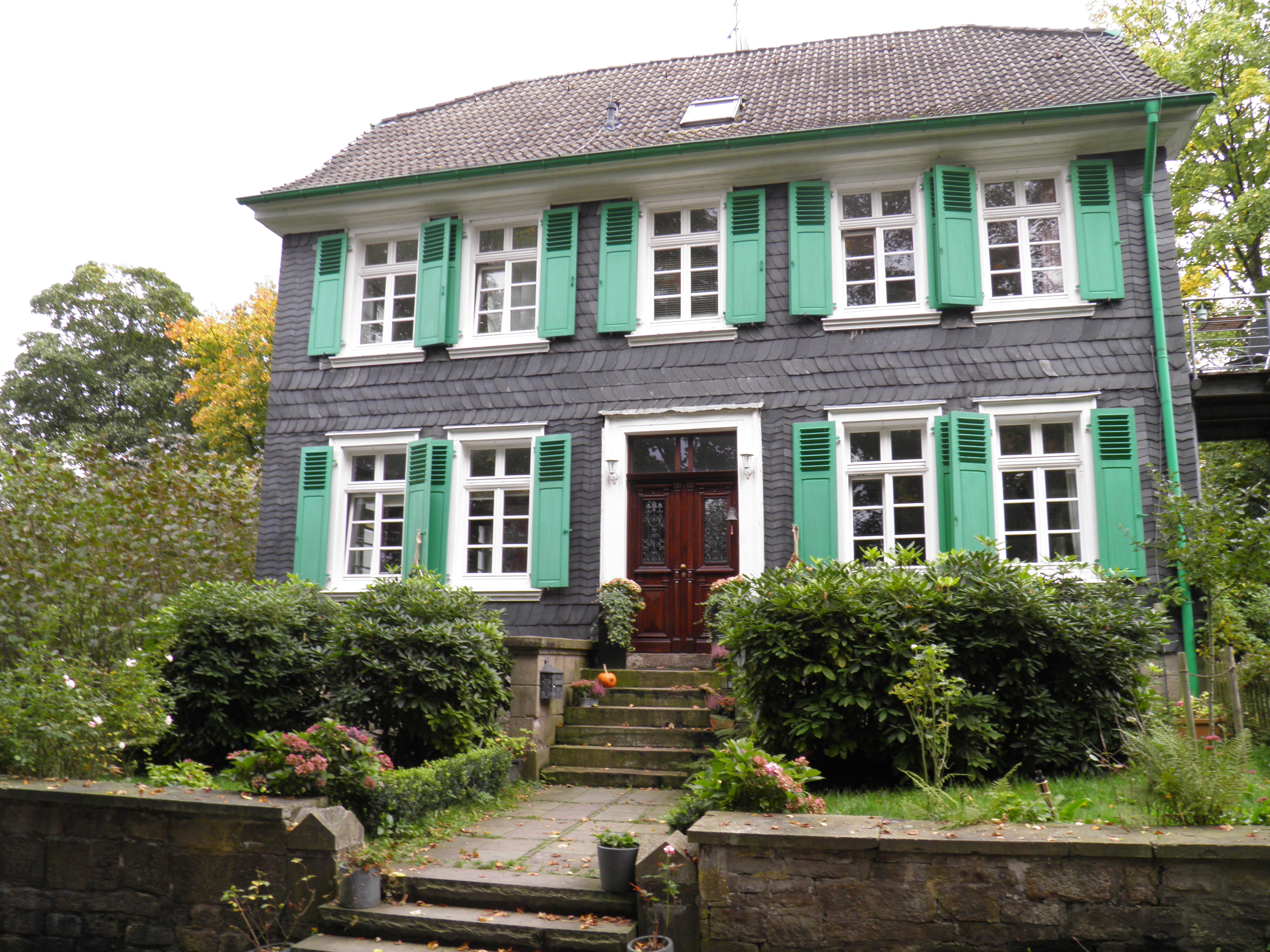
Am Singerberg 1, Remscheid